# Моисес Бертони
Моисес Сантяго Бертони (на испански: Moisés Santiago Bertoni), известен и като Мосе Бертони (на италиански: Mosè Bertoni), е швейцарски учен – биолог, агроном, географ и етнограф.
Емигрира в Аржентина през 1884 г., а след това живее в Парагвай от 1887 г. до смъртта си през 1929 г. Открива и класифицира много нови видове растения и оставя впечатляваща колекция от повече от 7000 растителни вида и около 6500 насекоми. Автор е на многобройни произведения по ботаника, зоология, агрономство, география, етнография и климатология.

## Биография
Роден е в село Лотиня в планините на италианска Швейцария. През 1874 – 1875 г. учи в гимназия в Лугано. През 1875 г. започва да следва правни науки в Женева. През есента на 1876 г. се записва в Цюрихския университет, където изучава природни науки. През 1877 г. продължава образованието си по естествени науки в Женевския университет. През 1878 г. започва да публикува метеорологичните наблюдения. Поради икономически причини прекъсва следването си.
През март 1884 г. емигрира в Аржентина със съпругата си, майка си и 5-те си деца. Пристига в провинция Мисионес и се установява в Санта Ана.
През 1887 г. се премества в Парагвай, за да създаде земеделска колония и завод за обработка на дървен материал. През 1893 г. създава колонията „Пуерто Бертони“. През 1896 г. основава Националното училище за земеделие в Асунсион, което ръководи до 1905 г. Получава правото за закупуване на земя в Пуерто Бертони.
През 1922 г. участва с голям успех на конгреса по американска история в Рио де Жанейро. Това е най-високата точка на научната му кариера. Същата година публикува първия том на големия си труд „La Civilización Guaraní“; третият том излиза през 1927 г., а вторият е публикуван след смъртта му.
Умира от малария на 19 септември 1929 г. във Фос до Игуасу, Бразилия.